# Apinagia itanensis
Apinagia itanensis là một loài thực vật có hoa trong họ Podostemaceae. Loài này được Schnell mô tả khoa học đầu tiên năm 1969.